# Nima Sarvestani
Nima Sarvestani (persiska: نیما سروستانی), född 22 december 1958 i Shiraz, Iran, är en svensk journalist och dokumentärfilmare. 
Han arbetade som journalist i Iran innan han 1984 kom till Sverige. Efter det har han framförallt arbetat med dokumentärfilmer. Han är bosatt i Stockholm sedan oktober 2010. Dokumentärfilmen Frihet bakom galler (2013) nominerades till Guldbaggen för bästa dokumentärfilm vid Guldbaggegalan 2014.

## Filmografi
- 1998 – Den onda cirkeln
- 1999 – Många år senare
- 2002 – Naken och vind
- 2003 – Död mans gäst
- 2006 – Rea på njure
- 2008 – Förtvivlans gräns
- 2010 – Jag var värd 50 lamm
- 2013 – Frihet bakom galler
- 2016 – Stronger than a Bullet
- 2015 – Systrar bakom galler
- 2014 – De som sade nej

## .Källor
1. ↑  ”Nima Sarvestani”. Svensk Filmdatabas. http://www.sfi.se/sv/svensk-filmdatabas/Item/?type=PERSON&itemid=308370&iv=BIOGRAPHY. Läst 14 april 2016.
2. ↑  ”Bästa dokumentärfilm 2013 NOMINERAD”. Guldbaggen. http://guldbaggen.se/nominering/basta-dokumentarfilm-3/. Läst 14 april 2016.